# 上多巴遗址
上多巴遗址，位于中国青海省化隆县牙什尕乡上多巴村，为青海省市县级文物保护单位，公布日期为1987年9月10日，类型为古遗址。
上多巴遗址的历史年代为新石器时代。